# Sesiinae
De Sesiinae vormen een onderfamilie van de wespvlinders (Sesiidae). 

## Taxonomie
De Sesiinae kennen de volgende indeling in geslachtengroepen en geslachten:
- Sesiini Boisduval, 1828
  - Sesia Fabricius, 1775
  - Trilochana Moore, 1879
  - Cyanosesia Gorbunov & Arita, 1995
  - Sphecosesia Hampson, 1910
  - Teinotarsina Felder, 1874
  - Lenyra Walker, 1856
  - Aegerosphecia Le Cerf, 1916
  - Lamellisphecia Kallies & Arita, 2004
  - Clavisphecia Kallies, 2011
  - Eusphecia Le Cerf, 1937
  - Sphecodoptera Hampson, 1893
  - Callisphecia Le Cerf, 1916
  - Madasphecia Viette, 1982
  - Melittosesia Bartsch, 2009
  - Barbasphecia Pühringer & Sáfián 2011
  - Afrokona Fischer, 2006
  - Hovaesia Le Cerf, 1957
  - Lenyrhova Le Cerf, 1957
- Cissuvorini Duckworth & Eichlin 1977
  - Toleria Walker, 1865
  - Chimaerosphecia Strand, 1916
  - Glossosphecia Hampson, 1919
  - Cissuvora Engelhardt, 1946
  - Dasysphecia Hampson, 1919
- Osminiini Duckworth & Eichlin 1977
  - Osminia Le Cerf, 1917
  - Chamanthedon Le Cerf, 1916
  - Microsynanthedon Viette, 1955
  - Calasesia Beutenmüller, 1899
  - Aenigmina Le Cerf, 1912
  - Cabomina de Freina, 2008
  - Pyranthrene Hampson, 1919
  - Homogyna Le Cerf, 1911
  - Aschistophleps Hampson 1893
  - Pyrophleps Arita & Gorbunov, 2000
  - Heterosphecia Le Cerf, 1916
  - Melanosphecia Le Cerf, 1916
  - Akaisphecia Gorbunov & Arita, 1995
  - Callithia Le Cerf, 1916
- Melittiini Le Cerf, 1917
  - Melittia Hübner, 1819
  - Desmopoda Felder, 1874
  - Agriomelissa Meyrick, 1931
  - Afromelittia Gorbunov & Arita, 1997
  - Cephalomelittia Gorbunov & Arita, 1995
  - Macroscelesia Hampson, 1919
- Paranthrenini Niculescu, 1964
  - Nokona Matsumura 1931
  - Taikona Arita & Gorbunov, 2001
  - Scoliokona Kallies & Arita, 1998
  - Rubukona Fischer, 2007
  - Adixoa Hampson, 1893
  - Pramila Moore, 1879
  - Vitacea Engelhardt, 1946
  - Phlogothauma Butler, 1882
  - Paranthrene Hübner, 1819
  - Pseudosesia Felder, 1861
  - Albuna Edwards, 1881
  - Euhagena Edwards, 1881
  - Sincara Walker, 1856
  - Tirista Walker, 1865
  - Thyranthrene Hampson, 1919
  - Sura Walker, 1856
- Synanthedonini Niculescu, 1964
  - Synanthedon Hübner, 1819
  - Ravitria Gorbunov & Arita, 2000
  - Kantipuria Gorbunov & Arita, 1999
  - Kemneriella Bryk, 1947
  - Ichneumenoptera Hampson, 1893
  - Paranthrenella Strand, 1916
  - Anthedonella Gorbunov & Arita, 1999
  - Schimia Gorbunov & Arita, 1999
  - Uncothedon Gorbunov & Arita, 1999
  - Palmia Beutenmüller, 1896
  - Podosesia Möschler, 1879
  - Sannina Walker, 1856
  - Nyctaegeria Le Cerf, 1914
  - Carmenta Edwards, 1881
  - Penstemonia Engelhardt, 1946
  - Camaegeria Strand, 1914
  - Malgassesia Le Cerf, 1922
  - Lophoceps Hampson, 1919
  - Tipulamima Holland, 1893
  - Rodolphia Le Cerf, 1911
  - Alcathoe Edwards, 1882
  - Pseudalcathoe Le Cerf, 1916
  - Macrotarsipus Hampson, 1893
  - Grypopalpia Hampson, 1919
  - Hymenoclea Engelhardt, 1946
  - Euryphrissa Butler, 1874
  - Leptaegeria Le Cerf, 1916
  - Aegerina Le Cerf, 1917
  - Stenosphecia Le Cerf, 1917
  - Bembecia Hübner, 1819
  - Pyropteron Newman, 1832
  - Dipchasphecia Capuse, 1973
  - Chamaesphecia Spuler, 1910
  - Weismanniola Naumann, 1971
  - Ichneumonella Gorbunov & Arita, 2005
  - Crinipus Hampson, 1896
- Niet in een tribus ingedeelde geslachten:
  - Alonina Walker, 1856
  - Anaudia Wallengren, 1863
  - Augangela Meyrick, 1932
  - Austrosetia Felder, 1874
  - Ceritrypetes Bradley, 1956
  - Conopyga Felder, 1861
  - Echidgnathia Hampson, 1919
  - Episannina Aurivillius, 1905
  - Erismatica Meyrick, 1933
  - Gymnosophistis Meyrick, 1934
  - Hymenosphecia Le Cerf, 1917
  - Isocylindra Meyrick, 1930
  - Lepidopoda Hampson, 1900
  - Leuthneria Dalla Torre, 1925
  - Megalosphecia Le Cerf, 1916
  - Melisophista Meyrick, 1927
  - Metasphecia Le Cerf, 1917
  - Mimocrypta Naumann, 1971
  - Monopetalotaxis Wallengren, 1859
  - Pedalonina Gaede, 1929
  - Proaegeria Le Cerf, 1916
  - Pseudomelittia Le Cerf, 1917
  - Tradescanticola Hampson, 1919
  - Uranothyris Meyrick, 1933
  - Vespanthedon Le Cerf, 1917
  - Xenoses Durrant, 1924
  - Zhuosesia Yang, 1977